# Ситковский, Николай Борисович
Никола́й Бори́сович Ситко́вский — хирург, доктор медицинских наук (с 1964), профессор (с 1969). Заслуженный деятель науки и техники Украины. Лауреат Государственной премии УССР в области науки и техники (1982). Участник Великой Отечественной войны.

## Биография
С 1958 года Николай Ситковский работал в Киевском медицинском институте (на кафедре детской хирургии). Был деканом факультета усовершенствования преподавателей медицинских вузов Украины (с 1968 года).
Скончался Николай Борисович в начале августа 2003 года.

## Публикации
- Михаил Менделевич Басс, Николай Борисович Ситковский. Заболевания и повреждения прямой кишки у детей. — Медицина, 1968. — 122 с.
- Н. Б. Ситковский, В. С. Топузов, В. М. Каплан.. Гнойная хирургия новорожденных. — Киев : Здоров’я, 1982. — 144 с.
- Ю. Ф. Исаков, И. В. Бурков, Н. Б. Ситковский. Ошибки и опасности в хирургии пищевого канала у детей. — Киев : Здоровья, 1980. — 198 с.
- Н. Б. Ситковский, М. М. Басс, О. В. Дольницкий. Атлас хирургической патологии у детей. — Киев : Здоров’я, 1981. — 87 с.
- Н. Б. Ситковский, В. С. Топузов. Хирургия аномалии желточного протока у детей. — Киев : Здоровья, 1989. — 94 с.
- Диагностика и лечение некротической флегмоны новорожденных: метод. рекомендации / М-во здравоохранения УССР ; сост. Н. Б. Ситковский и др. — Киев : [б. и.], 1978. — 15 с.
- Диагностика и лечение септического шока у детей [Текст] : метод. рекомендации / М-во здравоохранения УССР ; сост. Н. Б. Ситковский и др. — Киев : [б. и.], 1977. — 22 с.
- Диагностика, профилактика и лечение неспецифического мезентериального лимфаденита у детей [Текст] : метод. рекомендации / Киев. мед. ин-т им. А. А. Богомольца; сост. Н. Б. Ситковский и др. — Киев : [б. и.], 1979. — 9 с.

## Патенты[1]
- Способ лечения недостаточности анального жома у детей;
- Способ диагностики толстокишечного стаза у детей;
- Способ лечения функционального мегаколон;
- Способ лечения экстрофии мочевого пузыря;
- Способ временного отключения кишечника у детей;
- Способ дифференциальной диагностики заболеваний ректоанального отдела желудочно-кишечного тракта у детей;
- Способ лечения крипторхизма;
- Способ резекции толстой кишки;
- Способ лечения выпадения прямой кишки;
- Способ лечения ано-ректальных атрезий;
- Полиуретановый имплантат для пластики сосудистых аневризм;
- Способ лечения обширных кавернозных гемангиом челюстно- лицевой области у детей;
- Имплантат;
- Способ лечения аневризм кровеносных сосудов.

## Увековеченье памяти
- В Киеве на детской больнице «Охматдет» 8 марта 2009 года была открыта мемориальная доска.